# Церковь Николая Чудотворца (Фряньково)
Церковь Николая Чудотворца — православный храм в селе Фряньково Фурмановского района Ивановской области.
Памятник градостроительства и архитектуры, распоряжение Департамента культуры и культурного наследия Ивановской области № 70 от 18.06.2009 года.

## История
В 1628 году упоминается церковь «великаго чудотворца Николы в селе Фрялкове в вотчине Воина Яковлева».
В 1627—1631 годах «за Воином Оксентьевым Яковлевым в вотчине по государеве жалованной грамоте 1622 года, за приписью дьяка Ондрея Вареева, что ему дано за царя Васильево московское сиденье с поместнаго его окладу со 680 чети со 100 по 20 четвертей из его ж поместья село Фрянково на реке Змейце, а в селе церковь Николы чуд., да место церковное Христовы муч. Парасковеи, а на церковной земле во дворах: поп Федор Дмитриев, дьячек Еремка Ондреев, в кельи нищие…». В октябре 1735 года «выдан указ о освящении церкви, г. Костромы соборному Богородицкому протопопу Ивану Иванову, по челобитью Ивана Супонева по его прошению велено в вотчине его в селе Фрянкове новопостроенную Николаевскую церковь и придел муч. Параскевы, нарицаемыя Пятницы освятить ему, протопопу Ивану на выданном из Синод. Дому антиминсе».
Каменная Николаевская церковь в селе с колокольней и оградой была построена в 1757 году на средства помещика Авдия Ивановича Супонева. Престолов была два: в холодной — во имя святителя Николая Чудотворца, в теплой — в честь мц. Параскевы.
Пережив первые годы советского гонения на церковь, храм был разорён в 1930-х годах и до начала XXI века разрушался, находясь в заброшенном состоянии.